# Ilse Falk
Ilse Elisabeth Falk (Bad Bevensen, 21 de setembro de 1941 – Xanten, 23 de fevereiro de 2024) foi uma política alemã da União Democrata-Cristã (CDU) e membro do Bundestag alemão.

## Vida
Ingressou na CDU em 1984 e é presidente da associação distrital de Wesel da União Feminina desde 1989. De 2001 a 2009, ela também foi membro do comité executivo federal da CDU. De 1990 a 2009 ela foi membro do Bundestag alemão. De 2001 a 2005 foi Secretária Parlamentar do Grupo Parlamentar CDU/CSU e de 2005 a 2009 Vice-Presidente do Grupo Parlamentar da CDU/CSU para as áreas da Família, Terceira Idade, Mulheres e Juventude; Trabalho e Assuntos Sociais; Igrejas; Funcionários.